# Carabine Rashid

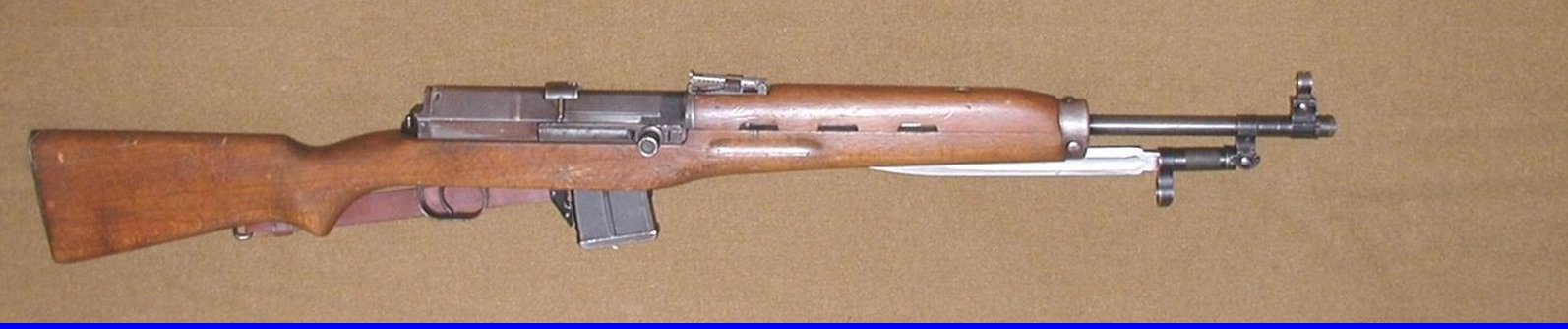
Carabine Rashid

La carabine Rashid est réglementaire dans la police et l'armée égyptienne.

## Histoire
Quand l'Égypte a basculé dans la sphère d'influence soviétique, les militaires égyptiens ont été en grande partie équipés de fusils d'assaut AK-47 et d'AKM. Cependant, la quantité d'AK fournit n'était pas suffisante pour équiper les forces de réserves et les polices paramilitaires. Il a donc été décidé de créer une version courte du Fusil Hakim chambrée pour le 7,62mm Kalashnikov.

## Technique
La carabine semi-automatique Rashid a conservé le système d'emprunt direct du gaz du Hakim , mais le levier d'armement est solidaire de la culasse. Le garde-main, le guidon et la baïonnette sont empruntés à la SKS.

## Production
Les Arsenaux égyptiens ont produit seulement 8000 Rashid à la fin des années 60. La Rashid équipa les armées égyptienne et irakienne.

## Données numériques
- Munition : 7,62 mm M43
- Longueur
  - totale  (baïonnette au repos):  1035 mm
  - totale  (baïonnette au canon):  1260 mm
  - du canon : 520 mm
- Magasin : 10 cartouches
- Masse de l'arme vide : 4,15 kg
- Masse de l'armée chargée : 4,4 kg

## Sources
Les informations proposées dans cet article sont issues de la lecture des revues spécialisées suivantes :
- Cibles
- AMI/ArMI/Fire
- Gazette des armes
- Action Guns